# 호세 마리아 이가르투아
호세 마리아 이가르투아 멘디사발(스페인어: José María Igartua Mendizábal, 1950년 3월 6일, 바스크 주 엘로리오 ~)은 스페인의 전직 축구 선수이다. 그는 1968년 하계 올림픽에 스페인 선수단 일원으로 참가했었다.

## 경력
이가르투아는 하비에르 클레멘테와 나란히 아틀레틱 빌바오 유소년부를 졸업하여 불과 18세에 1군의 주축 선수로 우뚝 서 1968년 9월에 엘체와의 경기에서 동반 라 리가 신고식을 치렀다. 아인트라흐트 프랑크푸르트와의 인터시티스 페어스컵 경기에서 중요한 순간에 환상골을 성공시킨 후, 이가르투아는 엘체와의 1969년 결승전에 선발로 출전해 마드리드에서의 1-0 승리에 공헌했다.
1970년 10월, 그는 셀타 비고와의 경기에서 다리 골절 부상으로 7달 동안 결장했고, 복귀 후에는 본래의 기량을 회복하지 못하고 결국 아틀레틱의 주전에서 밀려났다. 그는 1973년 코파 우승에도 초반에 몇 차례 출전했지만 결승전에 나서지 못했다. 공교롭게도 클레멘테도 부상으로 현역 생활을 일찍 접게 되었다.
1975년, 이가르투아는 전 아틀레틱 수문장 카르멜로 세드룬이 지휘하고 그의 다리를 5년 전에 골절시켰던 페드리토가 수석 코치로 재임하는 2부 리그의 셀타로 이적 의사를 밝혔고, 갈리시아 연고 구단이 1년차에 1부 리그 승격을 이루도록 도왔지만, 승격 첫 해인 2년차에 강등되었다. 그는 2년 만에 다시 이적을 감행했는데, 바스크 지역으로 복귀해 알라베스와 계약했고, 그는 4년 동안 세군다 디비시온 경기에 자주 출전했지만 31세에 척추염으로 은퇴할 수밖에 없었다.
그는 신체적 문제에도 스포츠 활동을 계속했는데, 축구에 집중하기 전까지 청소년기에 즐겨 했던 바스크 펠로타를 다시 시작했다. 그는 1986년 바스크 펠로타 세계 선수권에서 팔레타 쿠에로(Paleta cuero, 나무방망이 가죽공) 부문에서 동메달에 입상했다.

## 수상
아틀레틱 빌바오
- 코파 델 헤네랄리시모: 1969, 1972-73